# Алёхин, Иван Владимирович
Иван Владимирович Алёхин (28 декабря 1993, Красноярск) — российский биатлонист, чемпион и призёр чемпионата России, призёр чемпионатов мира и Европы среди юниоров. Мастер спорта России.

## Биография
Выступает за Красноярский край и «Академию биатлона». Начал тренироваться под руководством отца, Владимира Николаевича Алёхина в ДЮСШ им. В. И. Стольникова (г. Канск), позднее тренировался под руководством В. А. Медведцева. В 2013—2014 годах проходил военную службу в спортроте ЦСК ВВС в Самаре.

### Юниорская карьера
Принимал участие в Европейском юношеском Олимпийском фестивале 2011 года в Либереце, был 15-м в индивидуальной гонке, 19-м — в спринте и пятым — в смешанной эстафете.
На чемпионате Европы среди юниоров 2014 года в Нове-Место завоевал серебряную медаль в индивидуальной гонке, также стал 12-м в спринте и девятым — в гонке преследования. В том же году на чемпионате мира среди юниоров в Преск-Айле стал бронзовым призёром в эстафете, занял восьмое место в спринте, 22-е — в пасьюте и 26-е — в индивидуальной гонке.

### Взрослая карьера
В сезоне 2013/14 принял участие в двух гонках Кубка IBU на этапе в Валь-Мартелло, занял 56-е и 39-е места. В общем зачёте сезона с двумя очками поделил 158—161 места.
На чемпионате России в 2015 году стал чемпионом в гонке патрулей и бронзовым призёром в командной гонке.